# 日本煙火協会
公益社団法人日本煙火協会（にほんえんかきょうかい）は、日本の煙火（打揚花火・おもちゃ花火）企業約290社が加入する社団法人で、「煙火に関する保安対策の推進を図って公共の安全を確保することにより、煙火の健全な生産・流通・貿易・消費と国民の文化的生活に寄与する」ことを目的にしている。

## 活動内容
- 煙火の保安に関する、調査・研究、基準の作成、指導教育
- がん具煙火(おもちゃ花火)の安全性に関する検査
- 打揚煙火の打揚げに従事する者に対する「煙火消費保安手帳」の発行および従事者の技能の証明
- 打揚煙火やがん具煙火の災害事故により損害を受けた第三者に対する賠償金・見舞金の供与（ただし、がん具煙火を除く煙火の災害事故は会員の起こした事故に限る）

### SFマーク
SFマークは日本煙火協会が管理する日本国内に流通する国産・輸入品のおもちゃ花火を対象とする安全性についてのマークで、型式認証を経た製品に付けることのできる「規格マーク」と製造・輸入時の抜き取り検査に合格した製品に付けられる「合格マーク」がある。SFは英語のSafety Fireworksの略である。

## 設立の背景
社団法人日本煙火協会は、1962年1月24日に設立総会が開かれ、同年5月30日に通産省の設立認可を得て正式に発足している。設立の背景には、煙火事故の多発と、第三者被害を生じた場合の補償金について損害保険会社の協力を得られなかったことがあった。損害保険会社は、事故率が高いために煙火企業の付保に躊躇したのである。

### 事故の多発
煙火産業は、常に危険と背中合わせで、事故が多発していた。1955年からの5年間で煙火製造中の事故を見ると、1955年＝事故件数13、死者25、負傷者22、1956年＝事故件数14、死者23、負傷者9、1957年＝事故件数13、死者19、負傷者16、1958年＝事故件数8、死者21、負傷者19、1959年＝事故件数11、死者18、負傷者19に上っている。
1962年5月29日午後、 長野県下伊那郡上郷村別府（現飯田市）の内山煙火製造所で銀竜という打ち上げ花火を加圧成型していたところ、爆発事故が発生した（上郷村花火工場爆発事故）。この事故では近接して小学校があり、校庭で体育の授業を受けていた女子児童1名が吹き飛ばされ頭部を強打し死亡した。この事故をきっかけに、煙火工場の立地条件、保安対策の見直しが強く求められるようになった。これを受けて、火薬類取締法が改正され、付帯決議で火薬類の災害事故によって第三者被害を生じたときに補償する制度を確立することが求められた。なお、当時の火薬事故として、他に、墨田区花火問屋爆発事故（55年8月1日）、日本カーリット工場爆発事故（55年8月2日）、小勝多摩火工爆発事故（58年7月30日）、第二京浜トラック爆発事故（59年12月11日）、神戸港クラッカーボール荷積み中事故（59年3月31日）、広島市火薬庫爆発（59年6月8日）、横須賀市火薬庫放火事件（60年5月7日）、横浜市東洋火工事故（59年11月20日）などがあった。

### 煙火協会の発足
火薬類取締法改正の付帯決議で、火薬類の災害事故によって第三者被害を生じたときに補償する制度を確立することが求められた。しかし、損害保険会社が保険を引き受けなかったことから、煙火事故により損害を受けた第三者に対する賠償金・見舞金の供与制度をみずから作ることが必要になった。構成員が類似な団体として、日本煙火工業会があった。日本煙火工業会は、1961年3月の定時総会で、自団体とは別個なものを作成することを決議した。そこで、新組織を作ることになった。創立総会では、池谷幸文が初代会長に、細谷政夫・北島義一・小勝利夫・栃尾種吉が副会長に、武藤輝彦が専務理事に就任することになった。

## 文献
- 武藤輝彦『日本煙火協会30年史』あずさ書店、1993年2月、B5判227ページ、ISBN 4900354325